# Jeu de société (album)
Pour les articles homonymes, voir Jeux de société (homonymie).
Albums de Disiz
Le Poisson rouge
(2000) Itinéraire d'un enfant bronzé
(2004)
Jeu de société est le deuxième album studio en solo du rappeur Disiz sorti en 2003. L'humoriste Dieudonné réalise plusieurs petits interludes tout au long de l'album.

## Liste des pistes
| No  | Titre                                                                          | Producteur(s)       | Durée |
| --- | ------------------------------------------------------------------------------ | ------------------- | ----- |
| 1.  | Force ou faiblesse                                                             | Médeline            | 4:24  |
| 2.  | Déjà-vu                                                                        | Le Gang du Lyonnais | 5:00  |
| 3.  | Jeu de société                                                                 | Akhenaton           | 4:53  |
| 4.  | C'est toujours ça, la France (featuring Éloquence)                             | Komplex             | 3:45  |
| 5.  | Oh, le ouf !                                                                   | JMDee               | 3:08  |
| 6.  | Evry Slang                                                                     | Komplex             | 0:56  |
| 7.  | Trop de chichis                                                                | Komplex             | 4:02  |
| 8.  | Le Réveil (featuring Bilal)                                                    | JMDee               | 4:50  |
| 9.  | Nébuleuse (avec Humphrey)                                                      | DJ Mehdi            | 6:10  |
| 10. | MC Pikachu (interlude)                                                         | 20Syl               | 1:46  |
| 11. | Système D                                                                      | 20Syl               | 4:36  |
| 12. | La Trêve (featuring Flag, Clan Haut Style et Code 147)                         | JMDee               | 3:45  |
| 13. | 91 Unda (featuring Éloquence, Dayen et Apotre H)                               | Komplex             | 3:15  |
| 14. | À nos actes manqués (featuring Éloquence)                                      | X-Tazy              | 4:32  |
| 15. | Cours d'histoire                                                               | DJ Mehdi            | 6:55  |
| 16. | Insécurité sociale (featuring 16ar de L'Skadrille, Gaye Sissoko de Rédemption) | Médeline            | 4:50  |
| 17. | Je suis guèze !                                                                | Madizm et Sec.Undo  | 3:33  |
| 18. | Viens, on discute                                                              | Cris                | 3:57  |
| 19. | Le bien, c'est ma cible                                                        | JMDee               | 4:27  |

## Sample
MC Pikachou (interlude) contient un sample de Dans l'antre du roi de la montagne composé par Edvard Grieg.

## Ventes et classements
L'album ne rencontre pas le succès escompté, après le premier album Le Poisson rouge. Jeu de société atteint la 31e du Top Albums France, pendant 1 semaine, et sera classé pendant 5 semaines au Top.